# Ве (арабська літера)

Ізольована форма літери

Ве (араб. ڤاء‎‎‎) — додаткова літера арабської писемності, утворена від фа для позначення звука [v] у деяких запозичених словах. В абетці джаві звучить як [p].
В ізольованій та кінцевій позиціях фа має вигляд ـڤ; в початковій — ڤـ; в серединній — ـڤـ.

## В юнікоді
| Юнікод         | U+06A4            |
| Ім'я в юнікоді | ARABIC LETTER VEH |
| HTML           | невідомо          |
| ISO 8859-6     | немає             |